# Pierre-Aristide Monnier
Pierre-Aristide Monnier, né le 25 janvier 1824 à Nantes et mort le 9 mars 1899 au Fresne-sur-Loire, est un écrivain français.

## Biographie
Fils de Pierre Monnier et de Virginie Coste, il déménage avec ses parents en 1832 au Pouliguen. Il s'installe ensuite du côté d'Ingrandes et Montrelais, y acquérant une charge de notaire.

## Publications
- Études et souvenirs. Le Pouliguen et ses environs (1891)
- Résurrection merveilleuse en 1877 de M. de Notre dame mort en 1566 (1878)
- Clefs des Œuvres de Saint Jean et de Michel de Nostre Dame (1871)

## Sources
- Éric Nicodème, Le maître secret de Fulcanelli, 2012